# Милто, Болеслав Иванович
Болеслав Иванович Милто — советский литовский хозяйственный деятель, Герой Социалистического Труда.

## Биография
Родился в 1934 году в Сантакусе. Член КПСС с 1958 года.
В 1952—1964 — наладчик, в 1964—1991 — бригадир наладчиков Вильнюсского завода строительно-отделочных машин Министерства строительного, дорожного и коммунального машиностроения СССР.
Указом Президиума Верховного Совета СССР от 20 апреля 1971 года присвоено звание Героя Социалистического Труда с вручением ордена Ленина и золотой медали «Серп и Молот».
Депутат Верховного Совета Литовской ССР 9-10-го созывов. Делегат XXVI съезда КПСС.
Умер в 1998 году в Вильнюсе.

## Награды и звания
- Герой Социалистического Труда (20.04.1971)
- Орден Ленина (20.04.1971)
- Орден Трудового Красного Знамени (1966)